# Rudolf Jan Slaby
Rudolf Jan Slabý (Černošice, 25 de enero de 1885-Praga, 2 de julio de 1957) fue un lingüista e hispanista checo, autor en 1932, junto con Rudolf Grossmann, del famoso Diccionario de las lenguas española y alemana (Wörterbuch der spanischen und deutschen Sprache).
Estudió Filología Eslava, Germánica y Románica en las universidades de Praga y de Berlín, y posteriormente se dedicó a la pedagogía. Colaboró en la prensa española desde Praga, y en 1914 inició un viaje de estudios por España. La Primera Guerra Mundial lo sorprendió entonces y se estableció en Barcelona, cuya Universidad le concedió la venia docendi en 1922 para enseñar lenguas eslavas. Desde 1921 fue colaborador de la Enciclopedia Espasa. Tradujo al español más de cien obras, principalmente checas, pero también eslovacas, polacas, rusas, e inglesas (entre ellas las de Charles Dickens) y suecas (Selma Lagerlöf). También se ocupó de la mayoría de los artículos sobre España e Iberoamérica de la enciclopedia checa Otto; entre otras, redactó la entrada «Vascos». En 1926 volvió a Praga, donde dio clases de español a los estudiantes de la Escuela Superior de Comercio.
Fue ferviente defensor de la República Española, elogiando sobre todo la política desplegada en el ámbito de la cultura y la educación. Hizo amistad con Resurrección María Azkue, el primer presidente de la Real Academia de la Lengua Vasca; Azkue tradujo el himno nacional checo, y Slabý incluyó el Gernikako Arbola en un concierto organizado en Praga en 1935 por el Instituto Español e Iberoamericano de aquella ciudad. En 1935, la Euskaltzaindia le nombró miembro correspondiente. Tras la Segunda Guerra Mundial fue elegido miembro del Instituto Americano de Estudios Vascos con sede en Buenos Aires. 
Murió el 2 de julio de 1957 y está enterrado en el cementerio praguense de Olšany. En su tumba figura un texto cuya traducción es: «Ph Dr Rudolf Slaby / Hispanista checo / Rector de la Universidad / Profesor libre de la Universidad de Barcelona / Miembro correspondiente de las Academias Española, / Argentina y Vasca / 1885-1957». Y en un costado de la tumba figuran estas palabras: «Velar se debe a la vida / De tal suerte / Que vida quede / En la muerte».
Fue un destacado romanista, eslavista y germanista, rector de la Universidad de Praga, correspondiente de la Real Academia Española, de la Academia Argentina de la Lengua y de la Academia de la Lengua Vasca. Conocía perfectamente múltiples idiomas (además de español y alemán, también catalán, polaco, ruso, sueco, inglés, serbocroata...), de los que traducía directamente al castellano títulos de temática diversa (así, al catalán adaptó L'àvia, de Božena Němcová, o dos volúmenes de Aleksandr Pushkin). De narrativa tradujo más de un centenar de títulos de autores checos, eslovacos, polacos, rusos, serbios, croatas o suecos —como Němcová, Lagerlöf o Antón Chéjov—, la mayoría para editoriales como Cervantes, Montaner y Simón u Orbis. En cuanto a libros técnicos, tradujo sobre todo de medicina. También hizo las versiones de los libretos de óperas checas (de Antonín Dvořák o Bedřich Smetana) y rusas (de Nikolái Rimski-Kórsakov, Modest Músorgski o Ígor Stravinski). A la inversa, tradujo al checo obras de Santiago Rusiñol, Ángel Guimerà, Adrià Gual, Gregorio Martínez Sierra, los hermanos Álvarez Quintero y otros.